# Voo Dirgantara Air Service 3130
O Voo Dirgantara Air Service 3130  era um voo doméstico regular operado pela Dirgantara Air Service do Aeroporto de Datah Dawai, para o Aeroporto de Temindung, em Samarinda, na Calimantã Oriental, Indonésia. Em 18 de novembro de 2000, a aeronave que conduzia o vôo, um Britten-Norman BN-2 Islander, colidiu em árvores e caiu na floresta perto do aeroporto, logo após a decolagem. As equipes de busca e resgate encontraram imediatamente os destroços do voo 3130 e seus sobreviventes. Ninguém morreu no acidente, mas todas as 18 pessoas a bordo ficaram feridas no acidente, 11 delas gravemente feridas.
O relatório final, publicado pelo Comitê Nacional de Segurança nos Transportes, concluiu que o acidente foi causado devido a vários fatores, que foram erro do piloto, excesso de peso e falta de segurança no aeroporto (suborno). A percepção equivocada do piloto, somada ao excesso de peso do avião que foi causada pelo suborno, posteriormente provocou a queda do avião. A companhia aérea encerrou suas operações em 2009 e foi oficialmente à falência em 2013.

## Aeronave e aeroporto
A aeronave envolvida no acidente era um Britten Norman Islander BN-2, com o prefixo indonésio PK-VIY. Fabricado em 1981 no Reino Unido, acumulou um ciclo total de 22.336 horas. Tinha um assento para a tripulação e um total de 9 lugares para passageiros. Tinha um certificado de aeronavegabilidade publicado em 27 de setembro de 2000. Todos os passageiros e tripulantes a bordo eram cidadãos indonésios. O único tripulante, o capitão Abdul Hayi, acumulou um total de 7.560 horas de voo.
O aeródromo é propriedade do governo local e utilizado para operações de voo pioneiras. A elevação não é publicada oficialmente, apenas medida a partir do altímetro da aeronave, que está cerca de 650 pés acima do nível do mar. A designação da pista é 02 e 20. O comprimento da pista é de 750 metros com largura de 23 metros. Uma parada de 30 metros é fornecida para a pista 02. A superfície da pista é asfáltica e sua resistência pode acomodar até aeronaves CASA C-212 Aviocar. Tem um pátio de aeronaves e pista de taxiamento, mas não possui uma torre de controle, visto que é um aeródromo não controlado. A pista não está equipada com indicadores de direção de pouso e, devido aos ventos de superfície predominantes locais na maior parte do tempo, a direção preferencial de decolagem e pouso é a pista 02. Um obstáculo significativo é a floresta montanhosa na direção norte da extensão da pista 02. O primeiro obstáculo está a cerca de 200 pés acima da elevação da pista localizado a cerca de 533 metros do final da pista 02, e o segundo obstáculo está a cerca de 500 pés acima da elevação da pista e 1.262 metros do final da pista 02. A inclinação da pista é 3° graus da direção da pista 02.

## Acidente
O Britten Norman Islander decolou às 10:51 no horário local, carregando um total de 17 passageiros, incluindo 2 bebês e uma mulher grávida de 5 meses, e 1 membro da tripulação a bordo. Logo após a decolagem, o operador de rádio do aeroporto notou que a aeronave desapareceu atrás da floresta. A aeronave bateu a primeira árvore e começou a virar para a esquerda. Em seguida, atingiu outra árvore e começou a ziguezaguear. A aeronave então colidiu em uma terceira árvore e começou a perder o controle. O trem de pouso então atingiu a última árvore contatada e caiu invertido no chão da floresta. Ambas as asas foram arrancadas da fuselagem, com o combustível vazando da ponta da asa direita. Isso criava um risco de incêndio pós-impacto perigoso, já que o tipo de solo em Bornéu costuma ser inflamável.
Uma equipe de busca e resgate foi rapidamente montada pelas autoridades do aeroporto de Datah Dawai logo após o acidente. Os destroços foram encontrados a 2 quilômetros do aeroporto. Todas as 18 pessoas a bordo ficaram feridas e 11 delas gravemente. O tripulante e piloto da aeronave, identificado como capitão Abdul Hayi, teve que ser transportado para Jacarta devido a fratura nas pernas. Os feridos foram levados ao um hospital local e ao Hospital Cívico Wahab Sjachrani, em Samarinda. A aeronave foi dada como perda total, com a seção frontal da aeronave totalmente destruída. O leme e os estabilizadores verticais foram encontrados a 7 metros dos destroços principais. A fuselagem foi esmagada e dobrada severamente. Os ocupantes inicialmente ficaram presos dentro dos destroços. Os assentos dentro da aeronave tiveram que ser removidos para resgatar os sobreviventes.

## Investigação

### Examinação inicial

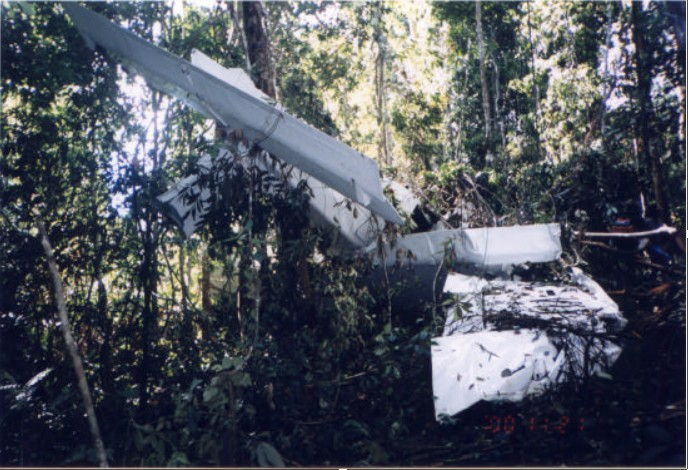
Os destroços do avião após o acidente. A fuselagem severamente esmagada pode ser vista na foto.

Os investigadores inspecionaram os destroços do voo 3130 e descobriram que não havia uma única indicação de rotação da hélice durante o acidente. Uma inspeção mais aprofundada nos destroços revelou que a hélice, a mistura e as manetes de aceleração estavam para trás. Isso indicava que o motor podia não estar funcionando corretamente no momento do acidente. O motor poderia ter sido desligado pelo capitão Abdul. Existem três possibilidades que causaram o desligamento: esses são incêndio do motor, falha do motor ou um procedimento de emergência.

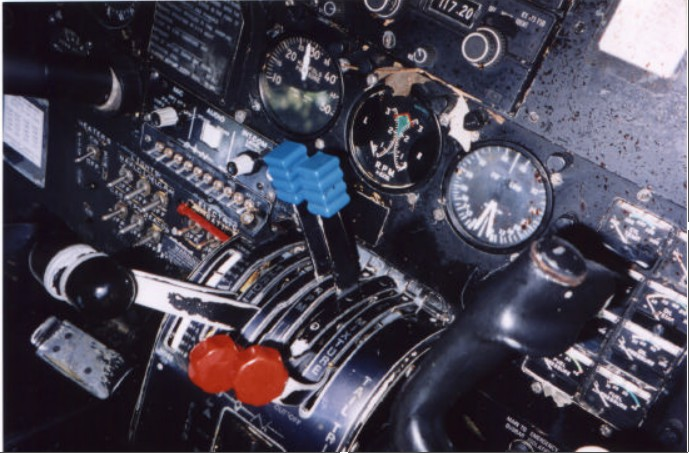
Os manetes de aceleração encontrado pelos investigadores do voo 3130

As hélices não apresentavam indícios de incêndio no motor, o que indicava um procedimento impróprio de desligamento do motor. Os destroços indicaram que a posição das pás das hélices não foi causada pelo impacto. Todas as pás foram dobradas para a esquerda devido ao impacto do lado direito. É possível que o capitão Abdul não tinha tempo para executar um procedimento adequado de desligamento do motor. O fato das configurações de ambos os motores estarem iguais, indicaram que não ocorreu uma única falha de motor. As velas de ignição de cada cilindro de pistão foi examinada. Os plugues estavam secos e limpos, indicando que não havia sinais de falha de combustão.
Os investigadores entrevistaram os sobreviventes. Com base nas declarações dos sobreviventes, eles afirmaram que a aeronave estava transportando mais passageiros do que o normal. O número normal de passageiros era 9, já que o número máximo de assentos de passageiros é 9. Enquanto que no acidente, atingiu 17. Uma fileira de assentos que normalmente era ocupada por 2 pessoas teve que ser apertada para 4 pessoas, causando a maioria dos os passageiros não usarem o cinto de segurança. Isso causou o elevado número de feridos. Durante a subida inicial, a aeronave não ganhou altura e posteriormente caiu. Os sobreviventes responsabilizaram o excesso de peso pela causa do acidente. Uma análise de peso e equilíbrio do voo 3130 foi conduzida. Os procedimentos operacionais padrão da Dirgantara Air Service afirmou que a carga útil máxima de decolagem de Datah Dawai foi limitada a 496 quilos, enquanto a carga útil de decolagem real foi de 913,5 kg, excedendo os padrões da empresa em 417,5 kg, ou 84% do peso de carga permitido. A Britten Norman emitiu o peso máximo de decolagem (para a elevação do Aeroporto Datah Dawai, que é 650 pés) é 6,300 libras ou 2,860 kg. O peso de decolagem da aeronave em Datah Dawai foi de 6,572 kg, que excedeu o peso máximo de decolagem do fabricante em 272 libras ou 123 quilos. No entanto, a Dirgantara Air Service argumentou com base no manual que o peso máximo de decolagem é 6,600 libras. O centro de gravidade calculado ainda estava dentro do envelope de voo no momento, mas próximo ao limite posterior. O ajuste de decolagem da aeronave foi ajustado para perto de -1 G, o que significa que o centro de gravidade estava ligeiramente para trás.
O cálculo do desempenho de voo indicou que, com um peso de aeronave relatado de 6,007 libras e operação de dois motores, a aeronave poderia subir até 200 pés de altura da elevação da pista em um alcance de 533,3 metros. A aeronave devia ser capaz de atingir 500 pés no alcance de 1.261 metros. Esta capacidade de desempenho garantiria uma distância segura dos obstáculos existentes. Usando um modelo de desempenho linearizado, aplicando o peso real de 6,572 libras, a subida do gradiente líquido foi calculada em 12,6%. Um fator de correção aplicado ao modelo linearizado resultando em um gradiente de subida estimado de 11%. Com este gradiente de subida, a aeronave podia atingir apenas 176 pés com alcance de 533,3 m, em vez dos 200 pés necessários. A 176 pés acima do nível do solo do aeroporto,a altura da aeronave acima do topo das árvores era de 11 pés.

### Análise da sequência do voo
A aeronave realizou uma decolagem com os dois motores operantes, a uma velocidade de 70 nós. Com base em entrevistas, no momento em que a aeronave decolou de Datah Dawai, a aeronave parecia não ter ganhado altura, seja a partir do movimento vertical do ar, falha do motor ou ambos. Percebendo que a aeronave não ganhava altura, o capitão Abdul decidiu voltar para o aeroporto e virar a aeronave à esquerda para desviar de árvores altas. Essa manobra, voltar ao aeroporto por desvio para a esquerda, não foi baseada em procedimentos publicados ou gráficos de rastreamento visual, uma vez que não havia disponibilidade para saídas da pista 02. A investigação também não encontrou nenhuma informação publicada sobre retorno de emergência para manobras. Percebendo que a aeronave continuava perdendo altitude, o capitão Abdul se preparou para um pouso forçado. Literalmente, não houve tempo para conduzir um procedimento de emergência adequado, já que a aeronave continuou a cair com uma inclinação acentuada do nariz para baixo.
Para uma partida em Datah Dawai, o primeiro segmento de voo cobria um alcance de 1.600 pés, e a aeronave deveria ter ganhado 200 pés de altitude a partir da pista. No entanto, só alcançou uma altitude de 150 pés de elevação da pista em uma faixa de 6.000 pés. Esta evidência provou que o voo 3130 estava sobrecarregado. Uma entrevista com o capitão Abdul revelou que ele tinha o hábito de decolar de Datah Dawai a 70 nós, mais rápido do que a velocidade de decolagem recomendada da aeronave de 55-60 nós. Ele mencionou que isso melhoraria seu desempenho na eliminação de obstáculos. A mentalidade e percepção que o capitão Abdul recebeu estava incorreta, pois se a aeronave decolasse a 70 nós, a distância entre a aeronave e os obstáculos (terreno íngreme e árvores) diminuía. Como a distância entre a aeronave e os obstáculos ficava menor, a aeronave devia ter uma taxa de subida mais alta. Por estar sobrecarregado, a aeronave subiu, mas sua velocidade diminuiu. Depois de superar o obstáculo, a aeronave teria perdido tanta velocidade que não poderia mais ganhar altura. Essa combinação fez com que o voo 3130 estolasse.

### Negligência
A Dirgantara Air Service afirmou que havia apenas 9 passageiros a bordo do avião. O exame do manifesto de carga e dos bilhetes de passageiros, juntamente com entrevistas com os passageiros, mostrou que apenas 12 dos 18 passageiros possuíam bilhetes válidos. O peso dos passageiros não foi medido corretamente em Datah Dawai. O fato do capitão Abdul ou a tripulação de solo não preocuparem com o possível excesso de peso, indicava que havia uma prática ou entendimento comum sobre a obtenção de lucros extra-ilegais com essa prática. Muito provavelmente, essa prática foi realizada antes.
A investigação revelou que a tripulação do Dirgantara Air Service nunca preencheu uma autorização de voo para todas as suas operações a partir de Samarinda. Isso é uma violação dos Regulamentos de Segurança da Aviação Civil (CASR). O escritório de instruções do aeroporto devia assinar a autorização de voo e portanto, supervisionar o processo. Nas operações da Pioneer Flight, o governo local exige que o operador contrate empresas ou recursos humanos locais na operação, como os agentes de passagens, fornecedores, etc. O Gerente da Área de Serviço Aéreo de Dirgantara em Samarinda mencionou que em muitos casos, o pessoal local é não é qualificado ou não tem direito de trabalhar em operação aérea, mas precisam ser contratados mesmo assim. Isso pode influenciar o nível de segurança da operação. A investigação descobriu que havia dois operadores de carga. O manifesto original, obtido pela polícia no distrito de Tenggarong e suspeito de ser Datah Dawai, listou sete adultos, uma criança e um bebê com vários itens de bagagem. O segundo manifesto, de número 012905, é suspeito de ter sido feito em Samarinda. O número no canto superior direito do documento é colado, obviamente para cobrir o número real do documento. O manifesto afirmava que havia oito adultos, duas crianças e dois bebês a bordo da aeronave e nenhuma bagagem. Esta é uma violação grave dos procedimentos de segurança da aviação que pode ser classificada como má conduta intencional ou se não, ser considerada um ato criminoso.
Como a operação de voo pioneira é subsidiada pelo governo local, existem alguns problemas relacionados ao financiamento. A operadora tem que compensar vendendo a passagem a um preço muito baixo para que as pessoas comuns possam voar. Isso tornou a demanda de passageiros muito alta. No entanto, a companhia aérea não pode tomar a decisão de adicionar o número de voos. O governo local, como patrocinador, é quem tem autoridade para decidir. A alta demanda e a baixa oferta aumentam a potência do suborno. Sem supervisão forte, o funcionário ou autoridade da companhia aérea podia aceitar suborno de passageiros que não desejavam esperar na fila.
Os passageiros relataram que o capitão Abdul fez um acordo para a venda de assentos para os dois últimos passageiros por 60.000 rupias e 1 milhão de rupias (o preço real do bilhete é 68.000 rupias). Os passageiros concordaram em pagar os preços para que pudessem ser incluídos no voo. O capitão Abdul confirmou que esses negócios são comuns e ele já realizou antes. No entanto, ele mencionou o preço. O capitão Abdul e seu piloto-chefe afirmaram que tais práticas costumavam ser realizadas junto com seus colegas para obter dinheiro extra para compensar seu salário mais baixo em comparação com a habilidade e serviço que eles têm para fornecer a tarefa da empresa.
Embora a Dirgantara Air Service tenha emitido avisos a todo o pessoal e funcionários sobre as consequências de tal ação disciplinar, a companhia aérea nunca implementou tal controle. Essa falta de controle sugeriu que o pessoal envolvido em tais práticas criou uma crença de que essa prática não autorizada era realmente recompensadora e que se repetiria em qualquer oportunidade.
A prática mencionada acima torna-se um risco para a segurança quando as tripulações, atraídas pela quantidade de dinheiro que receberão, e sabendo que não haverá consequências adversas para elas, passam a negligenciar os limites operacionais da aeronave. Todos estes podem ser classificados como atos criminosos e um desrespeito à segurança aérea.

### Conclusão
O NTSC concluiu o relatório final e a causa do acidente. O acidente foi causado pela percepção errada do capitão Abdul durante a decolagem. Ele pensava que, com uma velocidade mais alta, alcançaria o desempenho ideal de decolagem, enquanto isso apenas deixaria a aeronave mais perigosamente próxima do obstáculo. Isso forçou a aeronave a subir e balançar mais alto, enquanto o avião estava sobrecarregado devido ao capitão Abdul e as tripulações de terra deixado mais passageiros na aeronave do que a capacidade máxima de 9 assentos. Esse excesso de peso foi ocasionado por um erro de cálculo do peso geral, aceitação de propina de passageiros e ausência de sistema de supervisão que impeça tal prática. Conforme a aeronave subia com uma taxa de subida mais alta, a velocidade da aeronave começou a cair. No momento em que o voo 3130 havia passado de seu obstáculo, a aeronave perdeu velocidade e altitude, logo caindo na floresta.